# Super Rugby Aotearoa 2021
Il Super Rugby Aotearoa 2020 fu la 2ª edizione del Super Rugby Aotearoa  nonché spin-off neozelandese della 26ª edizione del Super Rugby SANZAAR.
Si tenne dal 26 febbraio 2021 all’8 maggio 2021 tra 5 squadre che si affrontarono con la formula della stagione regolare in gare d'andata e ritorno e gara di finale tra le migliori due classificate.
La finale si tenne al Rugby League Park di Christchurch tra i Crusaders, squadra di casa, che affrontò i Chiefs della regione di Waikato; furono i primi ad aggiudicarsi la competizione, per la seconda volta consecutiva.
Per ragioni di sponsorizzazione il torneo fu noto anche con il nome di Sky Super Rugby Aotearoa 2021.
Il torneo si tenne in parallelo all'australiano Super Rugby AU 2021; al termine di entrambe le competizioni si tenne il Super Rugby Trans-Tasman, un torneo in cui ogni squadra neozelandese disputò un incontro singolo contro ogni squadra australiana, con finale tra le due squadre meglio piazzate nella classifica finale di ciascuno dei due Paesi.

## Formula
La formula del torneo previde un girone all'italiana con partite di andata e ritorno per un totale di dieci giornate, durante le quali ogni club disputò 8 incontri e 2 turni di riposo.
Al termine del girone, la prima e la seconda classificata si affrontarono in gara unica di finale in casa della prima.

## Squadre partecipanti e ambiti territoriali
| Squadra     | Sede         | Area                                                |
| ----------- | ------------ | --------------------------------------------------- |
| Blues       | Auckland     | Regioni di Auckland e Northland                     |
| Chiefs      | Hamilton     | Regioni di Tauranga e Waikato, distretto di Rotorua |
| Crusaders   | Christchurch | Regione di Canterbury                               |
| Highlanders | Dunedin      | Regioni di Otago e Southland                        |
| Hurricanes  | Wellington   | Città di Wellington, Palmerston North e Napier      |

## Stagione regolare

### Risultati
| 26/27-1-2021 | 1ª/6ª giornata          | 2/3-4-2021   |
| ------------ | ----------------------- | ------------ |
| 13-26        | Highlanders – Crusaders | 33-12        |
| 16-31        | Hurricanes – Blues      | 17-27        |
| Rip.         | Chiefs                  |              |
|              |                         |              |
| 20/21-3-2021 | 4ª/9ª giornata          | 23/25-4-2021 |
| 27-43        | Blues – Crusaders       | 6-29         |
| 29-35        | Hurricanes – Chiefs     | 24-26        |
| Rip.         | Highlanders             |              |

| 5/6-3-2021   | 2ª/7ª giornata           | 10/11-4-2021  |
| ------------ | ------------------------ | ------------- |
| 23-39        | Chiefs – Highlanders     | 26-23         |
| 33-16        | Crusaders – Hurricanes   | 30-27         |
| Rip.         | Blues                    |               |
|              |                          |               |
| 26/27-3-2021 | 5ª/10ª giornata          | 30-4/1-5-2021 |
| 15-12        | Chiefs – Blues           | 19-39         |
| 19-30        | Highlanders – Hurricanes | 22-41         |
| Rip.         | Crusaders                |               |

| 13/14-3-2021 | 3ª/8ª giornata      | 16/17-4-2021 |
| ------------ | ------------------- | ------------ |
| 39-17        | Blues – Highlanders | 29-35        |
| 37-17        | Crusaders – Chiefs  | 25-26        |
| Rip.         | Hurricanes          |              |

### Classifica
|  |    | Squadra     | G | V | N | P | PF  | PS  | P±  | MF | MS | BM | BS | Pt |
|  | -- | ----------- | - | - | - | - | --- | --- | --- | -- | -- | -- | -- | -- |
|  | 1. | Crusaders   | 8 | 6 | 0 | 2 | 237 | 165 | 72  | 30 | 18 | 3  | 1  | 28 |
|  | 2. | Chiefs      | 8 | 5 | 0 | 3 | 187 | 230 | −43 | 18 | 31 | 0  | 0  | 20 |
|  | 3. | Blues       | 8 | 4 | 0 | 4 | 210 | 191 | 19  | 28 | 21 | 2  | 2  | 20 |
|  | 4. | Highlanders | 8 | 3 | 0 | 5 | 201 | 226 | −25 | 26 | 28 | 1  | 1  | 14 |
|  | 5. | Hurricanes  | 8 | 2 | 0 | 6 | 200 | 223 | −23 | 24 | 28 | 1  | 3  | 12 |

## Finale
| Arbitro: | Ben O'Keeffe (Auckland) |

| |              | |
| Reece 7’ Jordan 16’ | mt           | 20’ McKenzie |
| Mo’unga 7’ | tr           | 20’ McKenzie |
| Mo’unga 37’, 69’, 76’ | c.p.         | 15’, 59’ McKenzie |
| Mo’unga 64’ | drop         | |
| · Jordan · 58-68’ Reece · 63’ Fainga'anuku · Havili · Bridge · Mo'unga · 53’ Drummond · 72’ Grace · 56’ Sanders · Blackadder · Whitelock · Barrett · 63’ Alaalatoa · 53-63’ 76’ Taylor · 65’ Bower | Formazioni   | · McKenzie · Lowe · Lienert-Brown · Nankivell 66’ · Nanai-Seturo · Gatland 45’ · Weber 14’ 26’ 69’ · Jacobson · L. Boshier 67’ · Sowakula · Brown 41’ · Vaa'i · Ta'avao 63’ · Taukei'aho 63’ · Ross 54’ |
| · 56’ 63’ 76’ McAlister · 65’ Williams · 63’ Jager · 72’ Dunshea · 63’ Douglas · 53’ Hall · 63’ Ennor                                                                                              | Sostituzioni | · Slater 63’ · Norris 54’ · Mafileo 63’ · Ah Kuoi 41’ · Kapeli 67’ · Tahuriorangi 14’ 26’ 69’ · Poihipi 66’ · Tiatia 45’                                                                                |
| Scott Robertson | Allenatori   | Clayton McMillan |